# Charlotte (Carolina del Nord)
Charlotte és una ciutat dels Estats Units d'Amèrica i seu del comtat de Mecklenburg a l'estat de Carolina del Nord. Té uns 700.000 habitants, que la fa la divuitena ciutat més poblada dels Estats Units. La seva densitat és de poc menys de 1.000 per km². Dos dels bancs més importants del país, Wachovia i Bank of America, tenen la seva seu corporativa a Charlotte.

## Ciutats agermanades
- Arequipa, Perú
- Baoding, Xina
- Breslau, Polònia
- Krefeld, Alemanya (1986)
- Kumasi, Ghana
- Llemotges, França
- Vorónej, Rússia